# リサの妖精伝説 (シングル)
『リサの妖精伝説』（リサのようせいでんせつ）は、立花理佐の6作目のシングルである。1988年7月13日発売。
『リサの妖精伝説』というタイトルはディスクタイトルであり、収録トラックのタイトルではない。一般的にシングル「リサの妖精伝説」と呼ばれているトラックは「リサの妖精伝説 -FAIRY TALE-」のことを指している。
コナミ（現・コナミデジタルエンタテインメント） ゲームソフト『リサの妖精伝説』イメージ・ソング。先述の同タイトルゲームソフトと同じ『あなたの勇気と知恵を、理佐にください。』というキャッチコピーがこのシングルにもつけられた。

## 解説
本シングルは両A面ではないが、収録曲（2曲）ともに「リサの妖精伝説」というメインタイトルが共通している。メロディー・曲構成は2曲共通で歌詞違いの楽曲として、「-FAIRY TALE-」と「-BE-BOP HIGHSCHOOL-」という副題をそれぞれに付けて別トラックとして区別されている。歌詞の内容は「おいで理佐（リサ）の～」というフレーズ以外、（歌詞内容の）共通点は全く無く、大きな違いがある。また、それぞれの演奏時間が5分36秒と、当時のアイドルのシングル楽曲としては長い楽曲でもある。

## M-1「リサの妖精伝説-FAIRY TALE-」
「Sarina Bachita」という立花（タチバナリサ）のフルネームをリバース（サリナバチタ）した、いわゆる回文のフレーズが呪文のように合計30回も連呼され、唄われている。
歌詞の内容も、「（魔法の）ランプ」「リボン」「さあ（略）飛行艇」「レモン」「エメラルド色の剣」「ブルーの鏡に さあ飛び込みなさい」「魔女のタペストリィー」などの、同タイトルゲームに関連するキーワードや童話の世界での冒険を意識したキーワードがてんこ盛りである。また、1番の間奏部分では魔物の声風にアレンジした「Sarina Bachita」という不気味な声や笑い声が使用されている。
歌詞は勿論のこと、同楽曲歌唱時の立花の振り付けにも同タイトルゲームソフトの攻略のヒントが隠されている。同ゲームの秘密のパスワードで、ゲーム開始時にプレイヤーの名前入力画面において、1番の歌詞1-6行目までのそれぞれの列の頭文字6文字（Sarina Bachitaのフレーズは除く）「ラリさレエブ（らりされえぶ）」と入力すると、プレゼントキーワードであった「さりなばちた」というキーワードが表示された。そして、2番の歌詞1-6行目までのそれぞれの列の頭文字は、ゲームの最終ボス対決に重要なネタバレヒント「ハあプひいて（ハープ弾いて）」である。
また、当作は立花の楽曲でMVの存在する唯一のシングルでもある。ちなみにMVのロケ地はタイの廃城で、妖精を彷彿させる華やかな白いドレスを身に纏った立花が、ゲームの魔物と思われる何者かに追われて、迷路のような廃城の中を逃げ回っているという内容である。

## M-2「リサの妖精伝説-BE-BOP HIGHSCHOOL-」
東映映画『ビー・バップ・ハイスクール 高校与太郎音頭』のタイアップを意識した造りとなっている。したがって、歌詞の内容も全く異なり、当時のツッパリを意識した硬派な響きの「港の桟橋」などの単語や、「火傷しそうな情熱がある」「ハンパなヤツは一人もいない」「本気の恋を教えてあげる」などのツッパリを思わせる過激なフレーズが散りばめられている。また、1番の間奏部分ではツッパリ野郎の声をアレンジした「Oh Be-Bop Rock'n'roll」という声が使用されている。
また、「-FAIRY TALE-」で唄われたフレーズ「Sarina Bachita」が「Oh Be-Bop Rock'n'roll」に変わり、やはり合計30回も連呼され唄われている。サビ部分では「-FAIRY TALE-」においては「おいで理佐のフェアリー・テール」と唄われているのに対し、「おいでリサのBe-Bop Highschool」と唄われている。

## 収録曲
全曲作詞：松本隆・作曲：筒美京平・編曲：小林武史
1. リサの妖精伝説 -FAIRY TALE-
コナミ ファミコンディスクシステムソフト『リサの妖精伝説』イメージ・ソング、TV-CFソング
2. リサの妖精伝説 -BE-BOP HIGHSCHOOL-
東映映画『ビー・バップ・ハイスクール 高校与太郎音頭』主題歌（本人出演作品）

## 楽曲の収録作品
12インチシングル
- リサの妖精伝説 -FAIRY TALE-
リサの妖精伝説 -FAIRY TALE- （EXTENDED VERSION）

オリジナルアルバム
- Wooh（3rdアルバム）
リサの妖精伝説 -FAIRY TALE-

ベストアルバム
- GOLDEN☆BEST 立花理佐
リサの妖精伝説 -FAIRY TALE-
リサの妖精伝説 -BE-BOP HIGHSCHOOL-
- NEW BEST 1500 立花理佐
リサの妖精伝説 -FAIRY TALE-
リサの妖精伝説 -BE-BOP HIGHSCHOOL-